# Muzeul Căilor Ferate Azere
Muzeul Căilor Ferate Azere (în azeră Azərbaycan Dəmiryol Muzeyi) este un muzeu feroviar din Baku, Azerbaijan. Muzeul a fost inaugurat în 2019 și este situat în clădirea istorică a gării Sabunçu din Baku, în Piața Jafar Jabbarli.

## Istoric
Inaugurarea Muzeului Căilor Ferate Azere a avut loc pe 19 noiembrie 2019, cu participarea președintelui Ilham Aliyev. În muzeu sunt expuse diverse exponate legate de etapele de dezvoltare a sectorului feroviar din Azerbaidjan. Muzeul conține materiale foto și video, uniforme, modele de căi ferate și trenuri care ilustrează istoria căii ferate în secolul al XIX-lea. Sunt disponibile și exponate legate de diverse domenii din cadrul procesului de dezvoltare a căilor ferate în secolul XX și sunt proiectate lungmetraje și filme documentare. Unul din exponatele de seamă din colecția muzeului este o hartă istorică a căilor ferate transcaucaziene.
În muzeu au avut loc lucrări de reconstrucție, iar acesta a fost închis în timpul pandemiei de COVID-19. După ce a fost îmbogățit cu noi exponate, muzeul și-a deschis din nou porțile vizitatorilor pe 28 decembrie 2023.
Muzeul este găzduit de gara istorică Sabunçu, una din cele trei clădiri care alcătuiesc complexul feroviar istoric al gării de pasageri Baku. Situată actualmente în apropierea stației de metrou 28 Mai, gara Sabunçu a intrat în operare pe 6 iulie 1926, în ziua deschiderii primei căi ferate electrificate din Azerbaidjan și din întreaga Uniune Sovietică, Baku-Sabunçu. Sabunçu a fost prima gară din Azerbaidjan și URSS care a putut primi trenuri electrice.
Clădirea gării a fost construită în stilul arhitectural tradițional din Azerbaidjan și, prin aspectul său și mai multe elemente, amintește de Palatul Șahilor din Șirvan. Ferestrele clădirii, împodobite în stilul național „șabaka”, decorațiile specifice perioadei șahilor din Șirvan de la partea superioară a fațadei intrării, precum și capetele de lei sculptate în piatră de pe turnul cu ceas sunt elementele cele mai notabile.
Muzeul are două săli de expoziție, un cinematograf și săli pentru organizarea de evenimente culturale și corporatiste. Acolo sunt organizate sesiuni de autografe, ore de lectură, expoziții de carte și de artă sau întâlniri cu personalități publice. De asemenea, a fost creat un colț foto care reflectă contribuțiile fostului președinte Heydar Aliyev la dezvoltarea căilor ferate din Azerbaidjan.

## Galerie de imagini

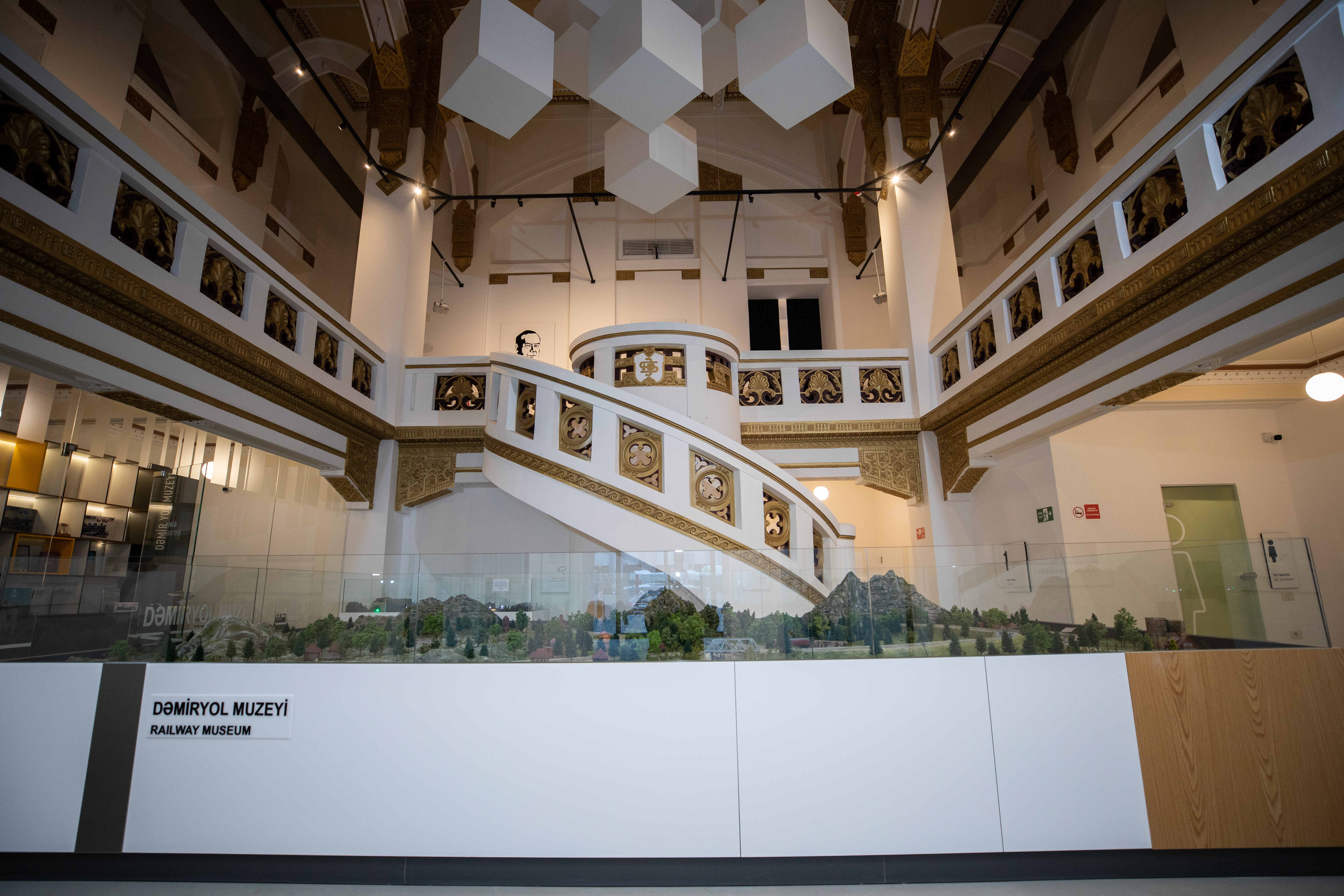
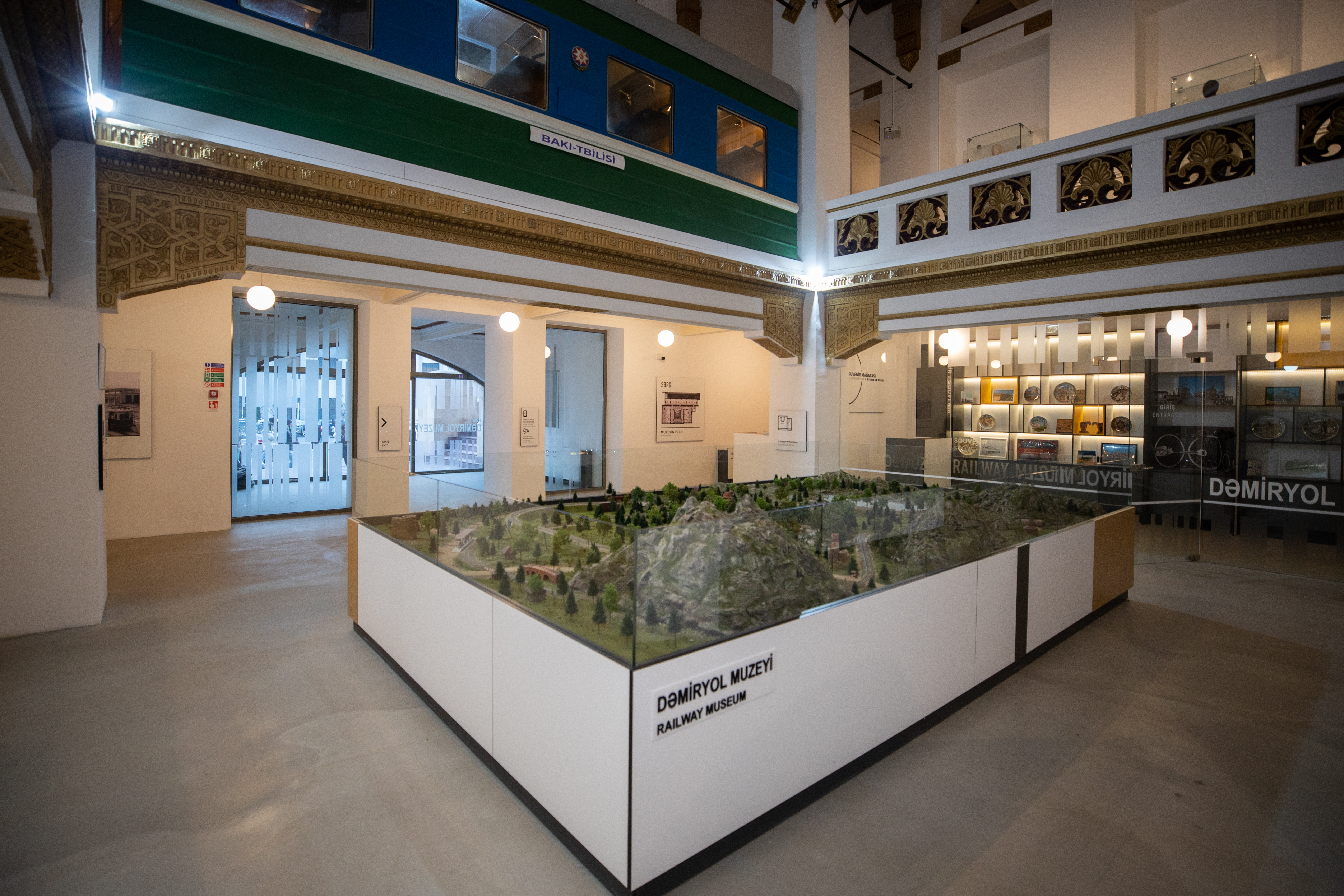
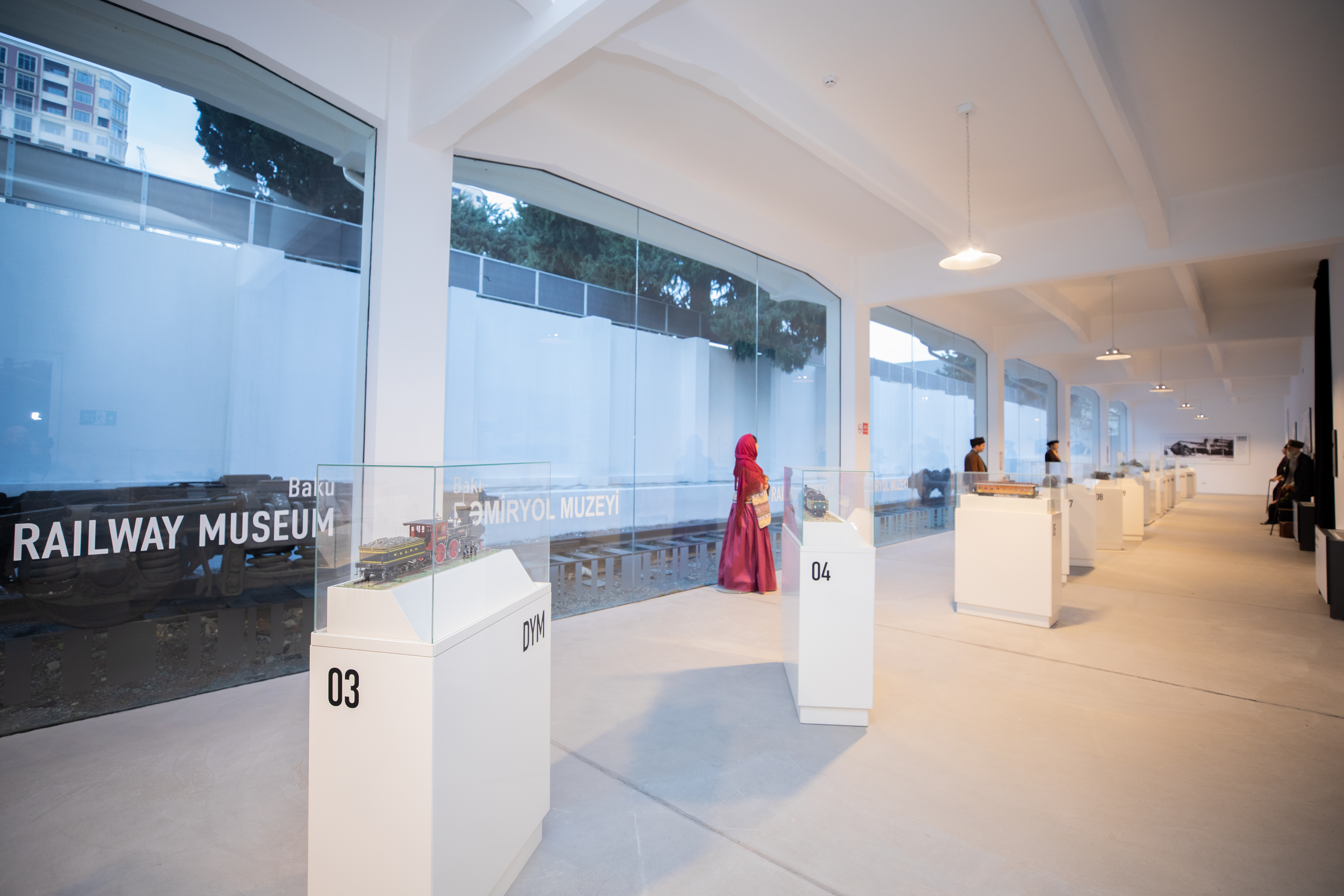
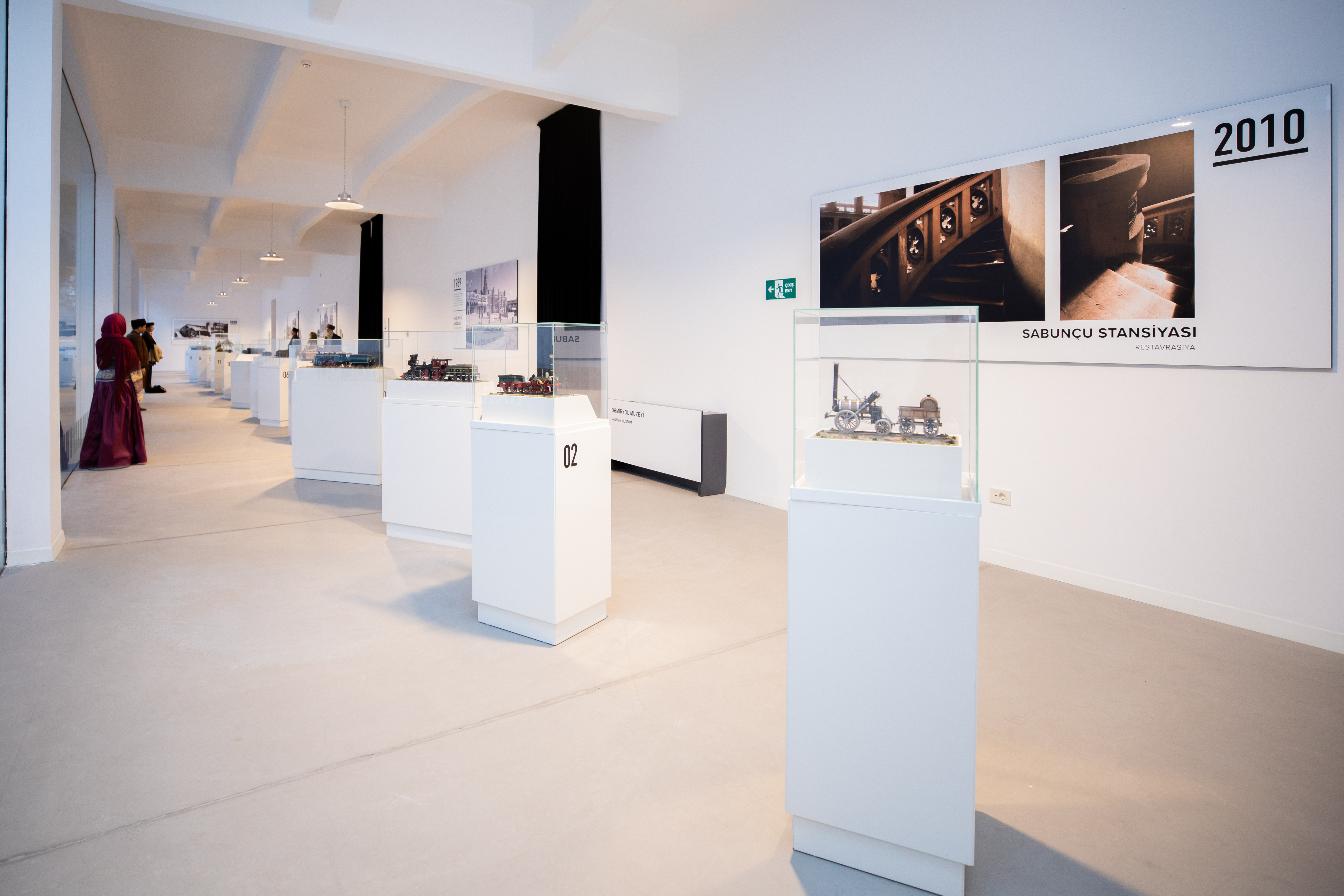
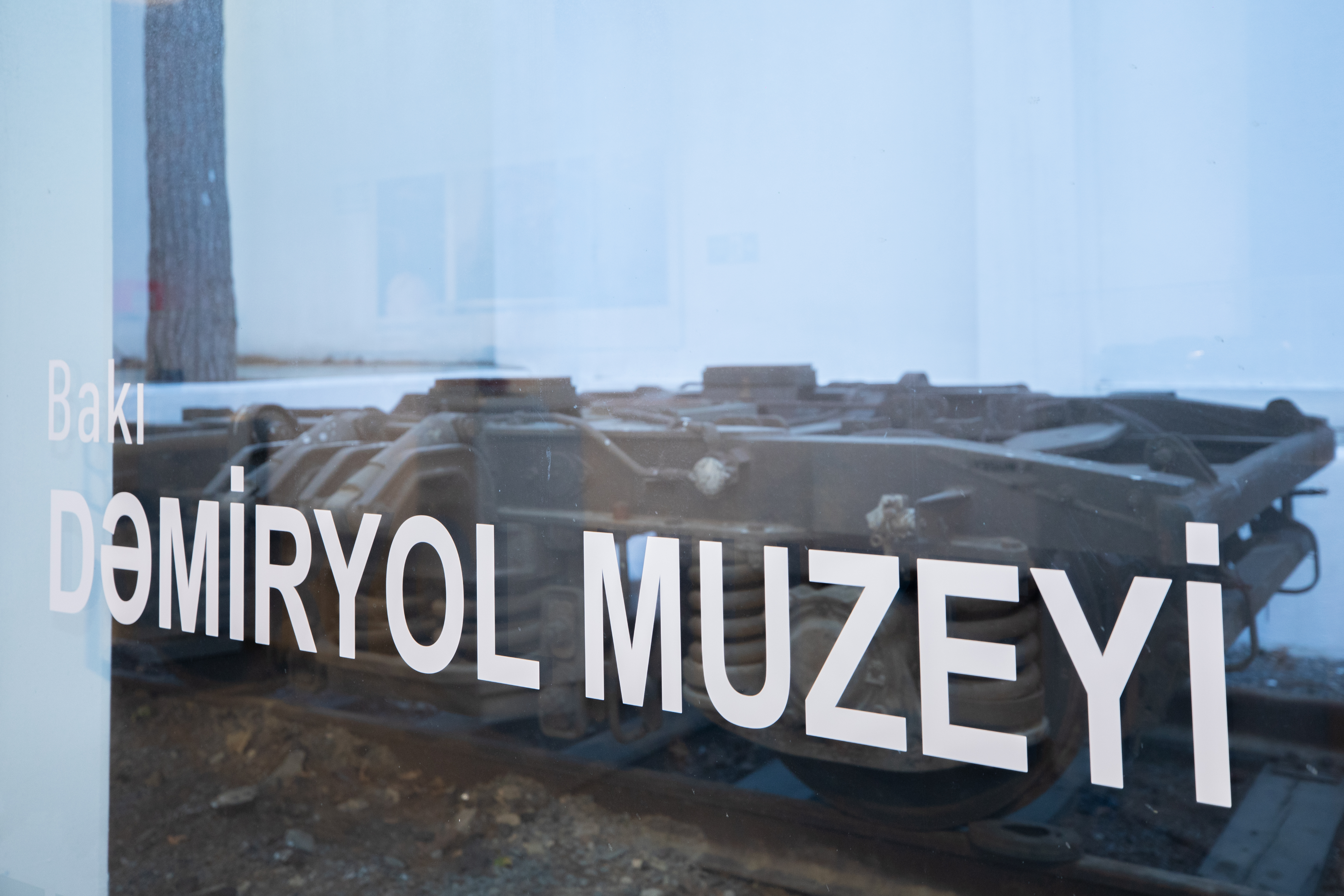
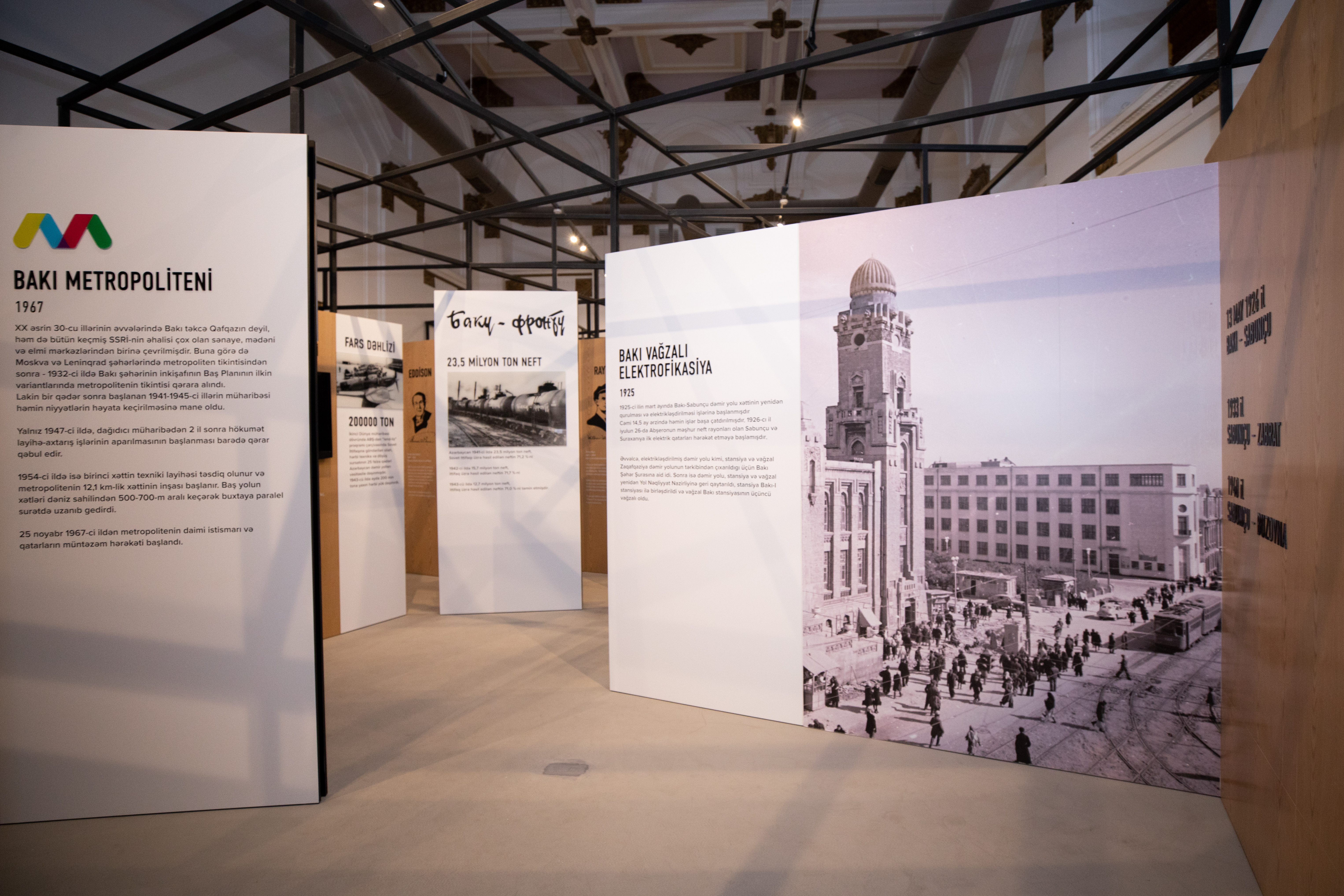
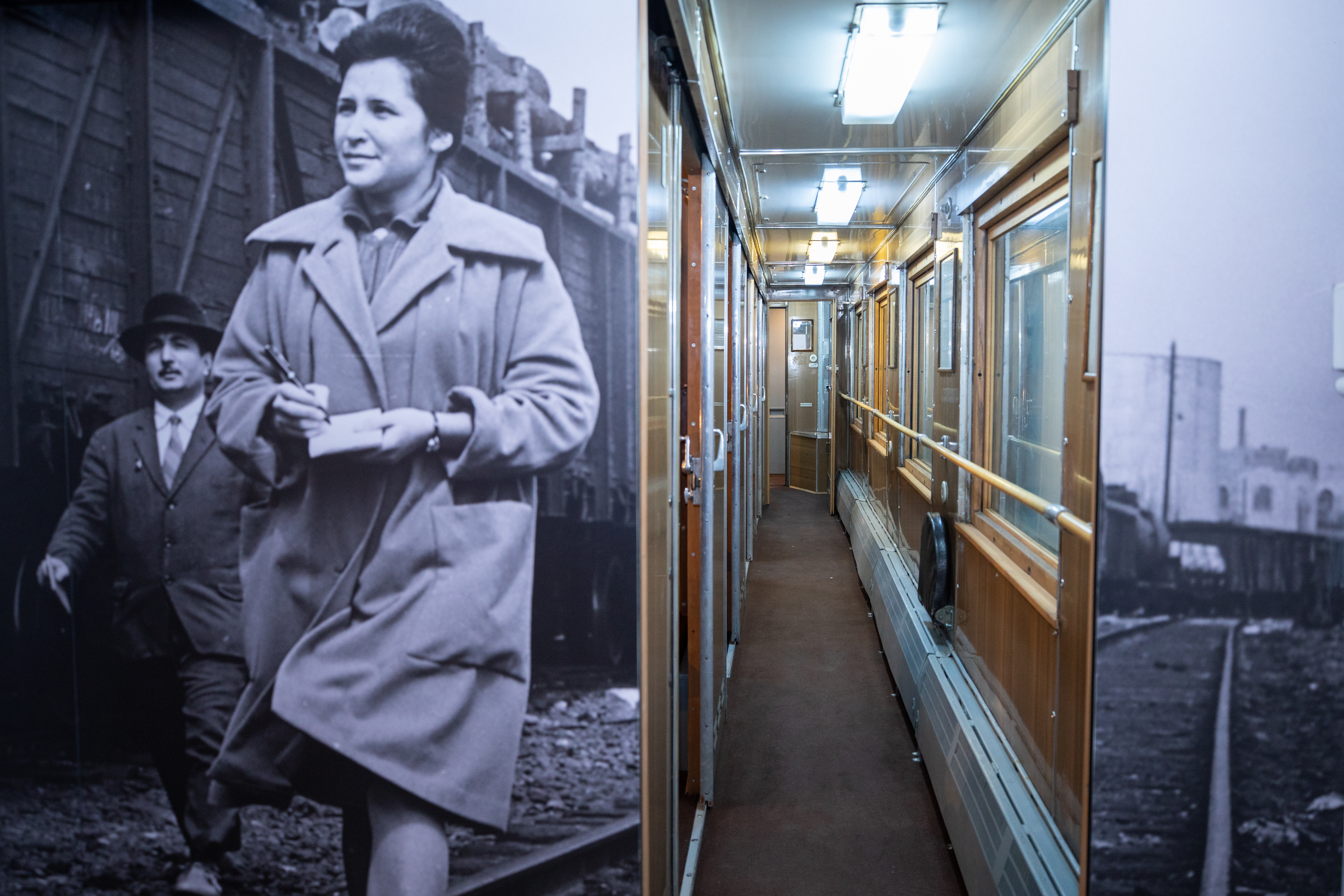
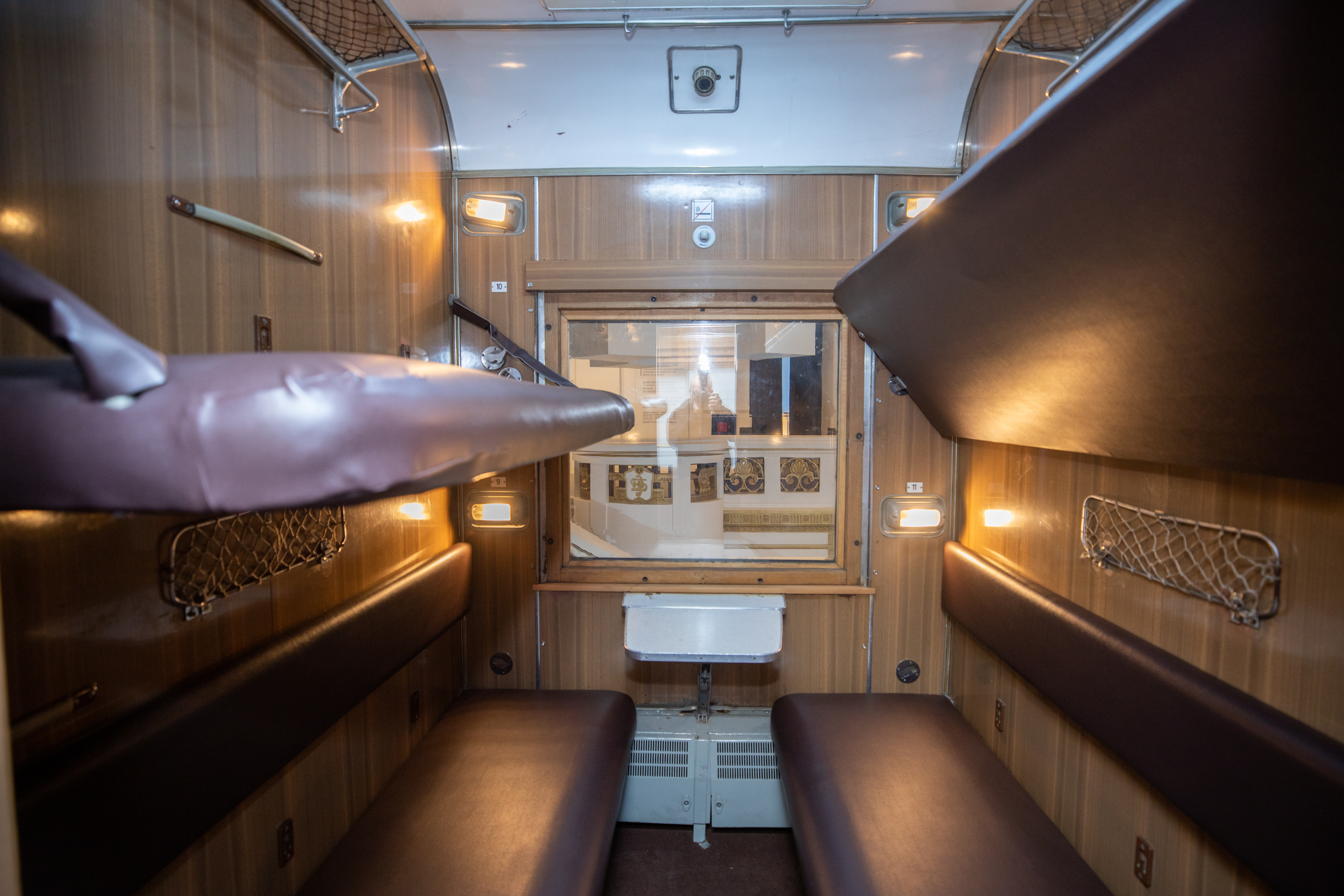
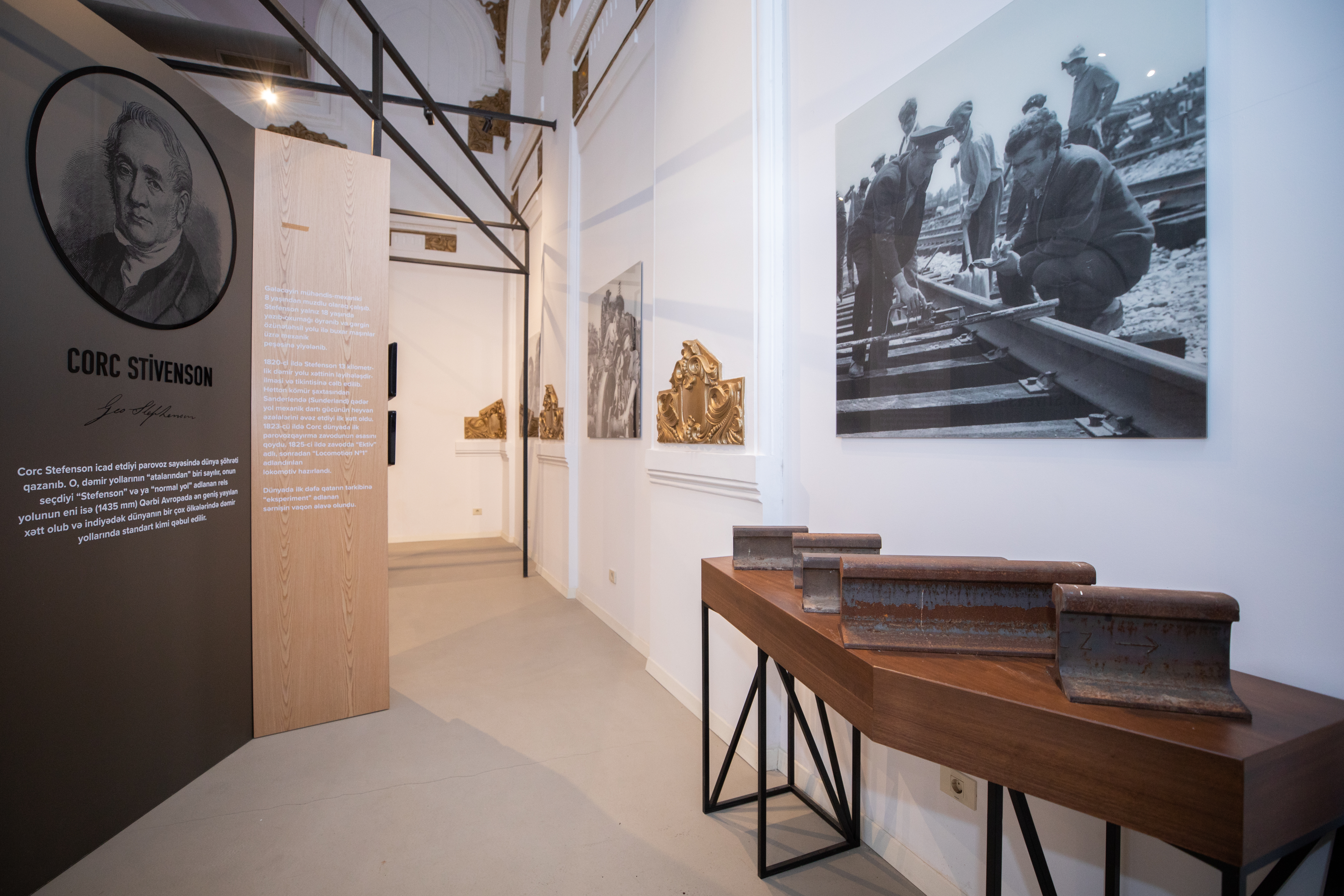